# Schlacht von Sarmin
Die Schlacht von Sarmin, auch Schlacht von Tell Danith genannt, fand am 14. September 1115 zwischen einem Kreuzfahrerheer des Fürstentums Antiochia unter Roger von Salerno und einer Seldschuken-Streitkraft unter Bursuq ibn Bursuq nahe Sarmin im heutigen Syrien statt. Dabei gelang es den Kreuzrittern, die Türken zu überraschen und in die Flucht zu schlagen.

## Vorgeschichte
Als 1111 der Fürst von Antiochia, Bohemund I. starb, erbte dessen Sohn Bohemund II. den Thron. Da dieser jedoch noch ein Kind war und sich in Italien aufhielt, wurde sein Cousin Tankred, Fürst von Galiläa, zum Regenten ernannt. Jedoch starb dieser bereits 1112 an Typhus, und die Regentschaft ging an seinen Neffen Roger von Salerno über.
Diese Unruhe nahmen die Seldschuken zum Anlass, ab 1111 immer wieder kleinere Angriffe auf das Gebiet des Fürstentums zu führen und dieses zu plündern. Als schließlich 1114 ein schweres Erdbeben in der Levante große Teile der Infrastruktur und Befestigungsanlagen in Antiochia beschädigte, entsandten die Seldschuken 1115 ein Heer unter Bursuq ibn Bursuq, Emir von Hamadan, um den Kreuzfahrerstaat anzugreifen.
Rogers Streitkraft versammelte sich nahe Afamiya. Da Verstärkung unter Balduin I., König von Jerusalem, auf dem Weg war, zogen sich die Türken jedoch zurück, ohne eine offene Feldschlacht zu wagen. Nachdem die Christen nun glaubten, der Feldzug sei vorüber, zogen sich Rogers Verbündete wieder zurück. Nur wenige Wochen später fiel Bursuq ibn Bursuq jedoch erneut überraschend mit ungefähr 8000 Mann in die Gebiete Rogers ein. Dieser versammelte seine 2700 Mann starke Armee nahe Dschisr asch-Schughur. Als er von seinen Aufklärungstruppen morgens am 14. September 1115 erfuhr, dass das Lager der Türken desorganisiert und noch im Aufbau war, befahl er den Angriff.

## Verlauf
Das Kreuzfahrerheer bestand größtenteils aus Rittern, die gestaffelt aufgestellt wurden. Der linke Flügel wurde von Balduin von Edessa, das Zentrum von Roger selbst geführt. Die Reiterei der Christen überraschte die noch nicht in Schlachtordnung aufgestellten Türken vollkommen. Die Seldschuken wurden niedergeritten und begannen sich bald in Richtung eines nahegelegenen Hügels zurückzuziehen. Die Verfolgung gelang jedoch nur teilweise, da ein Großteil der Kreuzfahrer damit beschäftigt war, das Lager der Seldschuken zu plündern, und diese, um ihren Rückzug zu decken, einen relativ erfolgreichen Angriff auf die Turkopolen am rechten Flügel der Christen starteten, der erst nach schweren Kämpfen zurückgeworfen werden konnte. Danach zog sich die türkische Armee vollständig zurück.

## Folgen
Mindestens 3000 Türken wurden getötet und viele gefangen genommen, zudem wurde ein Vermögen von 300.000 Bezanten erbeutet. Die Verluste der Kreuzfahrer waren wahrscheinlich gering. Damit hatte Roger sein Gebiet erfolgreich verteidigt und versuchte nun seinerseits, seinen Einfluss, besonders auf das Emirat Aleppo, auszudehnen. Dabei wurde er jedoch 1119 im Kampf gegen die Übermacht des in Aleppo inzwischen herrschenden Ilghazi in der vernichtenden Niederlage auf dem Ager Sanguinis zusammen mit fast allen seinen Rittern getötet.